# Ветрова кћи
„Ветрова кћи” је компилација Бубе Мирановић, издата 2011. године.  Архивирано на веб-сајту  (8. април 2016)

## Списак песама
1. Делујеш опасно
2. Шу, шу
3. Дођи да се зезамо
4. О, зашто боже
5. Кад сам ти усне уснама дотакла
6. Зажмури
7. Циганка твоја плаче
8. Отровна јабука
9. Жено отвори очи
10. Црни петак
11. Ноћас ми треба мушко
12. Женска памет
13. Кишни људи
14. Маска љубави
15. Земља се окреће
16. Ветрова кћи
17. Продали ме пријатељи
18. Разбила бих све од стакла
19. Коцкар
20. Попићу те као лек
21. Усне од меда
22. Дивљакуша
23. Одиграј на сигурно
24. Да сам знала (дует са Фрисом)